# Изуми Кавакацу
Изуми Кавакацу (Izumi Kawakatsu) е пианистка от Япония.
Родена е в Южна Япония. Там започва музикалното си образование в Университета за музика и изкуства в Нагоя. Учи пиано и в университета в Карлсруе, Германия.
Изнася концерти, както в родината си, така и в Европа. Участва в 2-те турнета на Noche Escandinava в Латинска Америка.